# Kees de Boer

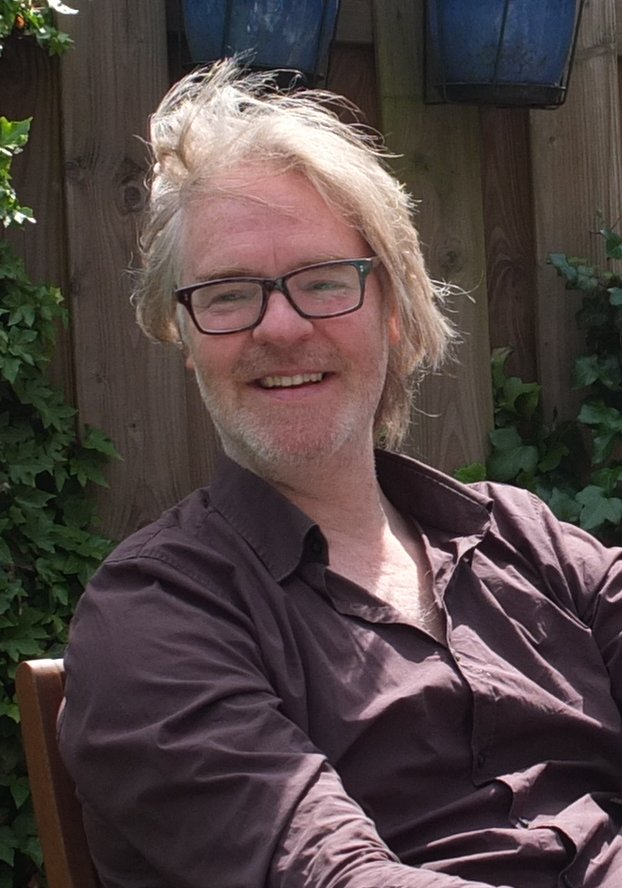
Kees de Boer

Kees de Boer (* 14. Juni 1965 in Hoorn, Provinz Nordholland, Königreich der Niederlande) ist ein niederländischer Zeichner, Illustrator und Karikaturist, der durch seine Illustrationen zu Kinderbüchern bekannt wurde.

## Leben
De Boer studierte vier Jahre lang an der Grafische MTS in Amsterdam, dem heutigen Media College. Er begann mit ersten Arbeiten in Untergrundzeitschriften und einem Comicstrip für das Noordhollands Dagblad. 
De Boers Arbeiten als Illustrator für Kinderbücher begannen 1996, unter anderem seit 2004 für Tjibbe Veldkamp.

## Preise und Auszeichnungen
sämtlich mit Tjibbe Veldkamp:
- 2005: Kinderboekenwinkelprijs für Tim op de tegels.
- 2009: Zilveren Griffel für Agent en Boef.
- 2011: Kinderboekenweekgeschenk für Bert en Bart redden de wereld.
- 2013: Auswahl für die Nationalen Vorlesetage Agent en Boef en de Boefagent.

## Veröffentlichungen
mit Tjibbe Veldkamp: 
- 2004: Tim op de tegels. van Goor.
- 2006: Na-apers!. Lannoo, 2006.
  - 2008: Affentheater: Eine Geschichte. Atlantis, Zürich, ISBN 978-3-7152-0559-5.
- 2008: Agent en Boef.
- 2011: Agent en Boeuf an de Boefagent.
- 2011: Bert en Bart redden de wereld.
  - 2013: Bert und Bart retten die Welt. Fischer Sauerländer, Frankfurt am Main, ISBN 978-3-7373-6717-2.
- 2014: Bert en Bart en de zoon van de zombie.
  - 2014: Bert und Bart und der Kuss der Zombies. Fischer Sauerländer, Frankfurt am Main, ISBN 978-3-7373-5068-6.

weitere:
- Martha Heesen: Wolf. Querido.
- Martha Heesen: Maandag heft vleugels. Querido.
  - deutsch von Rolf Erdorf: Montag hat Flügel. Sauerländer, Mannheim 2010, ISBN 978-3-7941-6105-8.
- Margriet Hogeweg: Verboden voor Sinterclaas. Lemniscaat.